# .win
.win es un dominio de nivel superior genérico dirigido por Famous Four Media de Gibraltar, quién lo lanza como gTLD memorable para "videojuegos en linea" ,recursos y servicios". Famous Four Media está dirigiendo "60 gTLD aplicaciones".
Algunos ransomware publican enlaces de rescate que incluyen .win y .onion URI.